# La Smala (film)
Pour plus de détails, voir Fiche technique et Distribution.
La Smala est un film français réalisé en 1984 par Jean-Loup Hubert.

## Synopsis
Simone, ancienne rockeuse, est une aide ménagère dévouée qui travaille dans une cité de la banlieue lyonnaise. Elle s'occupe notamment de Robert, un ancien virtuose de l'accordéon qui croupit au chômage, et de ses cinq enfants. Un jour, la femme de Robert le quitte pour partir vivre à Paris avec un C.R.S.. Désespéré, Robert décide de monter à la capitale pour la convaincre de revenir. Dans le même temps, Simone, qui prend quelques jours de vacances bien mérités, se rend à Paris pour rendre visite à son frère. C'est alors qu'elle se retrouve dans le même compartiment de train que Robert, et qu'elle découvre médusée à l'arrivée à la gare de Lyon que les cinq enfants de Robert l'ont suivie. Elle doit alors gérer toute cette smala et peut heureusement compter sur l'hospitalité de son frère Pierrot (devenu Rita, une femme transgenre), pour loger tout ce petit monde. Mais Simone, qui est secrètement amoureuse de Robert, aidera ce dernier dans ses recherches et obtiendra même l'opportunité d'enregistrer un disque grâce à une de ses anciennes connaissances dans le milieu musical.

## Fiche technique
- Titre : La Smala
- Réalisateur : Jean-Loup Hubert, assisté de Michel Thibaud et  Bruno Herbulot
- Scénario : Jean-Loup Hubert
- Production : Alain Terzian
- Musique : Michel Goguelat
- Image : Jean Charvein
- Montage : Hélène Viard
- Affiche : Frank Margerin
- Pays d'origine :  France
- Genre : Comédie
- Durée : 90 minutes
- Date de sortie : 29 août 1984

## Distribution
- Victor Lanoux : Robert
- Josiane Balasko : Simone
- Dominique Lavanant : Pierrot / Rita
- Maurice Risch : Gégène
- Cerise Leclerc : Lulubelle
- Fabrice Samson : Jojo
- Candida Romero : Lucie
- Hassine Aouichi : Billy
- Hocine Aouichi : The Kid
- Pierre Large : La grand-mère
- Mahmoud Zemmouri : Omar Ben Youssef
- Claude Villers : Le flic raciste / Le brigadier
- Luis Rego : L'interne alcoolo
- Martin Lamotte : Le curé à l'enterrement
- Charles Gérard : Le C.R.S.
- René Bastide : Le vieux contrôleur
- Xavier Fultot : Jean-Marie
- Gilberte Géniat : La concierge
- Thierry Lhermitte : Le flic grippé
- Smaïn : Le jeune maghrébin au bar
- Rémy Bricka : L'homme-orchestre devant Notre-Dame
- Hakim Ghamen : Babar
- Nathalie Guérin : La fille blasée
- Monique Estelle : Jaja, la chanteuse
- David Reboul : Le faux dur
- Espérance Pham Thai Lan : La caissière du supermarché
- Yves Galipapa : L'assistant de Gégène

## Bande originale
Par Michel Goguelat :
- Trip H.L.M. (paroles par Jean-Loup Hubert)
- Le dernier twist (paroles par Josiane Balasko)
- La Smala (générique de début ; générique de fin)
- Déshabillez-vous madame
- En bon soleil
- Guitares ballades

Par Jean-Yves Mulatier :
- La chanson de Robert